# اسرائیلیات
اسرائیلیات، اصطلاحی در علوم اسلامی، به ویژه در زمینۀ تفسیر و علوم حدیث است و دسته‌ای از روایات و قصص و مفاهیم است که در قرآن و از احادیث منسوب به محمد نیست، بلکه از تعالیم و کتب امت‌های پیشین به ویژه یهود (بنی‌اسرائیل) و مسیحیت (نصاری) وارد روایات اسلامی شده‌اند.
در تعریفی اسرائیلیات جمع اسرائیلیه است و به داستان یا حادثه‌ای که از منبع اسرائیلی روایت شود، اطلاق می‌گردد.

## منشأ اسرائیلیات
اسرائیلیات حاصل جریانی است از داستان‌سرایی، اسطوره‌پردازی و وجوهی دیگر از تعالیم غیراسلامی که به ویژه در سده‌های نخست اسلام صورت پذیرفته است و بیشتر توسط یهودیان اسلام آورده یا مسلمانانی است که برای تکمیل و رفع برخی ابهامات قصص قرآنی از کتب عهد عتیق یهودیان استفاده نموده‌اند.
در هر صورت، واسطۀ انتقال آن اطلاعات به مسلمانان را حِمیَریان یهودی شده و سپس مسلمان‌شده‌هایی چون کعب‌الاحبار و عبدالله بن سلام و بیش از همه وهب بن منبه می‌دانند. به این‌گونه موارد یهودی-مسیحی که شامل مباحثی راجع به آفرینش و قصص انبیا است و توسط راویان مسلمان و یهودی به احادیث و تفاسیر و تواریخ راه یافته، «اسرائیلیات» گفته می‌شود که راویان مهم و مشهوری در سطح صحابه و تابعین و اتباع تابعین آن‌ها را روایت کرده‌اند.

## ناقلان اسرائیلیات
مهم‌ترین ناقلان اسرائیلیات را چنین برشمرده‌اند:
- عبدالله بن سلام
- کعب‌الاحبار
- محمد بن کعب القرظی
- وهب بن منبه
- تمیم بن اوس الداری
- عبدالملک بن عبدالعزیز بن جُریح
- عبدالله بن عمرو بن العاص

و حتی برخی این افراد به استناد برخی احادیث، نقل اسرائیلیات را جایز می‌دانسته‌اند.

## در منابع اسلامی
اولین کاربرد این اصطلاح احتمالاً تألیفی با همین عنوان از «وهب بن منبه» (متوفی ۱۱۴ قمری) است که اگرچه در دسترس نیست ولی پاره‌ای از اقتباس‌ها از این اثر با ذکر عنوان کامل کتاب، به روشنی نشان می‌دهد که این اثر در موضوع مورد بحث تألیف شده بوده‌است. به‌نظر می‌آید نخستین بار نیز مسعودی (قرن ۴ قمری)، در تاریخ خود این اصطلاح را در حدی وسیع که روایات مسیحی را نیز دربر گیرد، به کار برده‌است. او این دسته از روایات را اخباری به روایت اصحاب حدیث دانسته‌است که نه می‌توان آن‌ها را قبول، و نه رد کرد.
هر چند که این‌گونه احادیث بیشتر در کتاب‌های اهل سنّت به ویژه در آثار طبری، بغوی، خازن، ابن کثیر و قرطبی یافت می‌شود، ولی در آثار شیعه هم راه یافته‌است.
در برخی تفاسیر، پاره‌ای از قسمت‌های تورات به‌طور خاص و مواد اسرائیلی به‌طور عام، برای تبیین ابهامات یا مجملات قرآن به کار گرفته شده‌است. در میان مفسران کهن، تفسیر طبری عنایت ویژه‌ای به مأثورات اسرائیلی داشته و سعی می‌کرده‌است از اطلاعات افراد آگاه، مثلاً یکی از اهل کتاب یا یک نصرانیِ نومسلمان مطلب نقل کند. بیشتر موارد توراتی و اسرائیلی در تفسیر طبری، راجع است به داستان آفرینش، قصص پیامبران، بخصوص انبیای بنی‌اسرائیل نظیر یعقوب، یوسف، موسی، داوود و سلیمان، همچنین انساب شخصیت‌هایی چون ساره همسر ابراهیم و نمرود و همسران یعقوب و برخی روایات دربارهٔ ورود بخت نصر به بیت المقدّس و قصص برخی انبیای بنی‌اسرائیل نظیر حزقیال و صموئیل و قصه بلعام.
غیر از طبری و یعقوبی که در بخش‌های نخستین تاریخ‌های خود داستان خلقت و قصص انبیا را مطابق تورات، با استفاده از آیات و روایات اسلامی آورده‌اند، در آثار ابن قتیبه و مقدسی و ابن ندیم و مسعودی و ابوریحان بیرونی اطلاعات قابل توجهی در باب تورات به دست می‌آوریم. به نظر می‌رسد که ابن قتیبه ترجمه عربی تورات را در اختیار داشته‌است

## دیدگاه تاریخی
برخی از خاورشناسان با مطالعات تطبیقی به بررسی گزارش‌های قرآنی، حدیثی، تفسیری و احکام و مسائل فقهی پرداخته و با توجه به شباهت‌ها، به ویژه شباهت گزارش‌های سنت اسلامی با روایات آگادایی، معتقد هستند این روایات به‌طور کامل یا بخشی از آن‌ها از آگادا اقتباس شده‌است. از جمله مشهورترین این خاورشناسان، آبراهام گایگر، گلدزیهر، نولدکه، آلفونس مینگانا، دیوید سموئیل مارگلیوث و چارلز کالتر توری هستند.
به عنوان مثال، این بخش‌های داستان قرآن به نظر ریشه در آگادا دارد: خدا اجازه نمی‌دهد نوزاد از سینه پرستاران مصری شیر بخورد. در آگادا همه زنان شیرده مصری را نزد موسی می‌برند اما او نمی‌پذیرد که از سینه ایشان شیر بخورد، زیرا «چیز ناپاک وارد دهانی که قرار است با خدا صحبت کند نمی‌شود.» در قرآن خدا کوهی را بالای سر بنی‌اسرائیل بلند می‌کند که در آگادا نیز وجود دارد و آن متون دلیل این کار را «تأخیر در پذیرفتن تورات» ذکر کرده‌اند. در قرآن آنان که رسوم شبات را زیر پا می‌گذارند، به میمون تبدیل می‌شوند. در آگادا سازندگان برج بابل به همین شیوه مجازات می‌شوند. در قرآن، قارون (قورح) به اندازه‌ای ثروتمند است که مردان زورمند به سختی می‌توانند کلید گنجینه‌های او را حمل کنند. در آگادا، قورح گنجی مخفی در مصر پیدا می‌کند که برای حمل کلیدهای آن به ۳۰۰ قاطر نیاز است. ریشه داستان فرد مؤمنی که در دربار فرعون تلاش می‌کند موسی را نجات دهد، روشن نیست اما احتمالاً با داستان یترون در دربار فرعون در ارتباط است.